# Deutschgesinnte Genossenschaft
Die Deutschgesinnte Genossenschaft war eine deutsche Sprachgesellschaft zur Zeit des Barock.

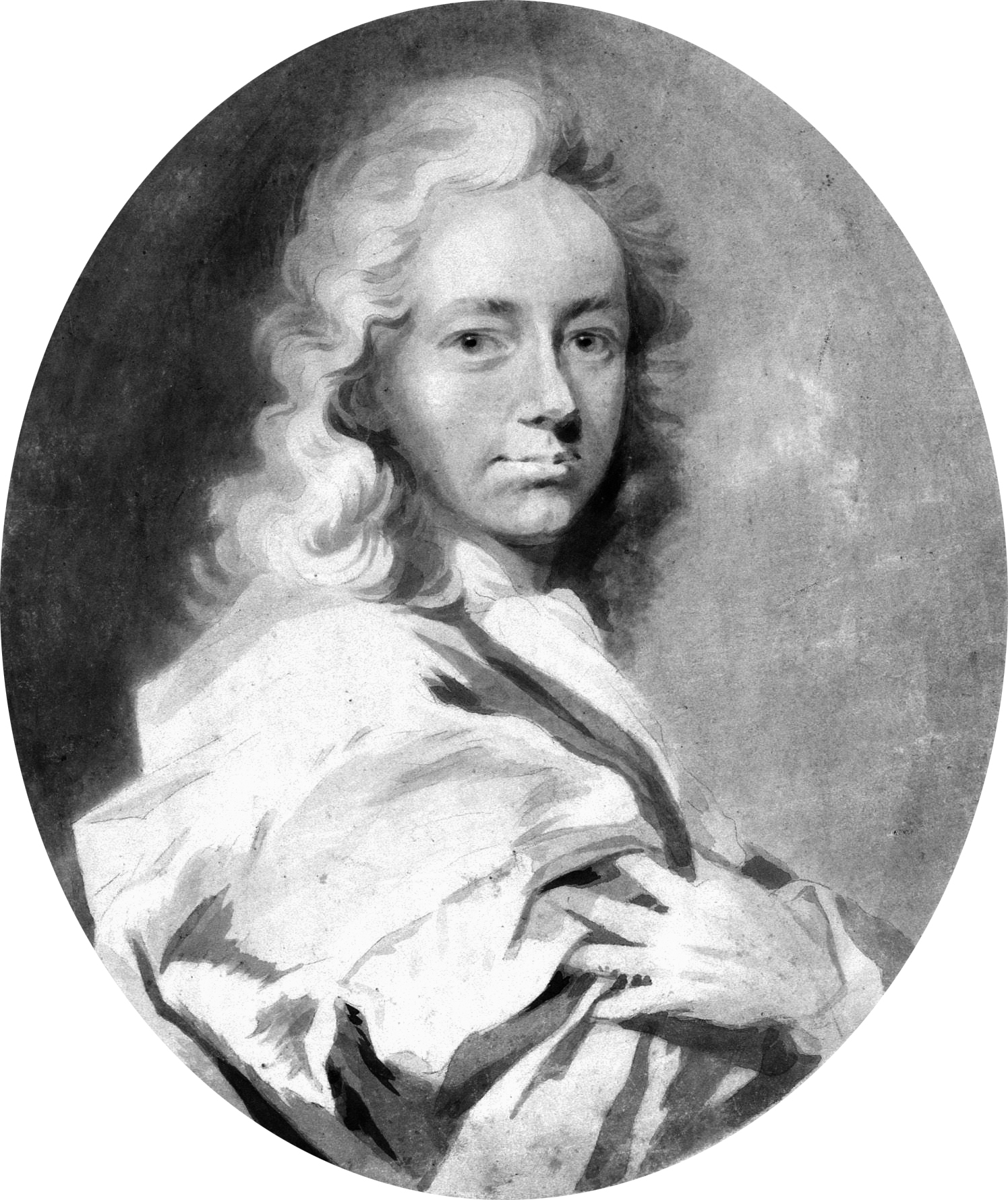
Philipp von Zesen

Philipp von Zesen, auch Mitglied der Fruchtbringenden Gesellschaft, gründete zusammen mit Dietrich Petersohn und Hans Kristof von Liebenau die Deutschgesinnte Genossenschaft 1643 in Hamburg. Als Symbol führte sie eine Rose. Sie war in verschiedene Zünfte unterteilt, die mit den jeweiligen Präsidenten wechselten.
Johann Peisker fertigte nach den Angaben von Philipp von Zesen ein Mitgliederverzeichnis (erste Ausgabe 1685, zweite Ausgabe 1705) an, das zuletzt 207 Mitglieder (1–155, 157–208; die Nummer 156 blieb unbesetzt) umfasste. Es zeigt folgende Struktur:
- Rosenzunft: 9 Zunftsitze zu je 9 Zunftgenossen = 81 Mitglieder
- Lilienzunft: 7 Zunftsitze zu je 7 Zunftgenossen = 49 Mitglieder
- Nägliche Zunft: 5 Zunftsitze zu je 5 Zunftgenossen = 25 Mitglieder
- Haupt- und Rautenzunft: 12 Zunftsitze zu je 12 Zunftgenossen = 144 mögliche Mitglieder, aufgenommen (1705) erst 52 Mitglieder.

Nach dieser Gliederung wären bei Auflösung der Deutschgesinnten Genossenschaft noch 91 (bzw. 92 bei Belegung der Nummer 156) mögliche Plätze zu vergeben gewesen.
Die Gesellschaft, die auch weibliche Mitglieder aufnahm, bestand bis 1705. Offenbar war die Gesellschaft jedoch weitgehend eine Fiktion Zesens. Manche prominenten Mitglieder (wie Catharina Regina von Greiffenberg und Sigmund von Birken) wussten gar nicht, dass der Präsident sie aufgenommen hatte, und erfuhren dies erst zufällig von anderen Mitgliedern.
Bedeutende Mitglieder (Zunftnamen in Klammern) waren u. a.
- Johann Georg Albini („Der Blühende“)
- Johann Bellin („Der Willige“)
- Sigmund von Birken („Der Rüchende“)
- Catharina Regina von Greiffenberg („Die Tapfere“)
- Andreas Daniel Habichhorst („Der Blühsame“)
- Georg Philipp Harsdörffer („Der Kunstspielende“)
- Conrad von Höveln („Der Höfliche“)
- Johann Klaj („Der Fremde“)
- Hans Kristof von Liebenau („Der Aemsige“)
- Johann Michael Moscherosch („Der Träumende“)
- Christian Knorr von Rosenroth („Der Schamhaftige“)
- Theodor Kornfeld („Der Kreutzduldende“)
- Johann Heinrich Ott ("Der Zeugende")
- Christian Otter („Der Erhaltende“)
- Dietrich Petersohn („Der Verharrende“)
- Johann Peisker („Der Ungemeine“)
- Wenzel Scherffer von Scherffenstein („Der Verlangende“)
- David Schirmer („Der Beschirmende“)
- Jacob Schwieger („Der Flüchtige“)
- Philipp von Zesen („Der Färtige“)